# 김동찬 (배우)
김동찬(1985년 2월 13일 ~ )는 대한민국의 배우이다. 2012년 예능 《상상연애대전》로 연예계에 데뷔했다.
김동찬은 대한민국의 배우겸가수다. 개그맨 김경진과 신하라는그룹을 결성했다. 2015년 운수대통으로 앨범을 냈다.KBS전국노래자랑에서 가수박구윤과 가수박서진과 빨간지게꾼으로 활동하였고,영화배우로 데뷔해서 mbc무작정패밀리2에 출연해 시트콤으로 데뷔했다.고향은 대전광역시 대덕구 신탄진출생을 하였다. 신탄진초등학교,중앙중학교,동대전고를 나왔다.
상상연애대전 강민경편에서 시조새로 특이한웃음을가진 남자로 시청자투표에서 1등을 하였다.
아침마당 도전꿈의무대 4주년인기상특집에서 1등을 하였다.까마귀웃음소리를 가진 김동찬은 시청자에게 큰웃음을 주었다.

## 이력
2008년 연극배우 첫 데뷔하였고 이듬해 2009년 뮤지컬 배우 데뷔하였다.

## 출연작

### 영화
- 2007년 《스카우트》 ... 체육부장 역
- 2014년 《빅매치》 ... 대학생 1 역
- 2015년 《살인재능》 ... 20대 취객2 역
- 2015년 《협녀, 칼의 기억》 ... 무술대회 장정 1 역
- 2017년 《콜리션》 ... 건달 2 역
- 2017년 《원스텝》 ... 요가원 수강생들 역
- 2017년 《석조저택 살인사건》 ... 법원복도 기자 역
- 2017년 《분장》 ... 클럽사람들 역
- 2017년 《인간, 공간, 시간 그리고 인간》
- 2019년 《미친사랑》 ... 탈북브로커일행 역
- 2020년 《요가학원:죽음의쿤달리니》 ... 메이크업 스탭 역
- 2020년 《모든 걸 걸었어》 ... 이랜드FC 서포터즈 역
- 2022년 《트로트는 인생이다》...동찬역

### 드라마
- 《슬기로운 감빵생활》 (2017년, tvN)
- 《빨강구두》 (2021년, KBS2TV)

### 뮤지컬
- 2002년 《미녀와 야수》

### 방송
- 2015년 《전국노래자랑》 (KBS1)
- 2015년 《위기탈출 넘버원》 (KBS2)
- 2016년 《6시 내고향》 (KBS1)
- 2016년 《일요일이 좋다 - 런닝맨》 (SBS)
- 2016년 《지상렬의 브라보, 브라보》 (TBS FM)

## 음반
신하 2015  운수대통
김경진(feat김동찬)2020 장모님
뉴신하 2021 나의사랑너의사랑

## 홍보대사
- 2015년 강남구 도시텃밭 홍보대사
- 2020년 독도사랑운동본부 홍보대사
- 2020년 제4회 대한민국청년의날 홍보대사

## 수상
- 2016년 제1회 뉴타TV 어워즈 페스티벌 대한민국 예능 신인상 방송예능 부문